# ストレプトスリシン
ストレプトスリシン（英：Streptothricins）はアミノグリコシド系抗生物質の一グループである 。このグループの最初の抗生物質は、1942年にStreptomyces lavendulaeから分離された。後にこれは近縁な化合物の混合物であることが判明し、現在ではノルセオトリシンとして知られている。グラム陽性菌とグラム陰性菌の両方に活性がある初の広域スペクトルの抗生物質ということで、当初の関心はポジティブだったが、毒性のために臨床使用されることはなかった。しかし、既存の抗生物質に対する耐性のために新しい抗生物質の必要性が高まっているため、現在はストレプトスリシンのchemical scaffoldを基にした新薬の開発に関心がある。